# Mumbai City Football Club 2015
Questa voce raccoglie le informazioni riguardanti il Mumbai City nelle competizioni ufficiali della stagione 2015.

## Maglie e sponsor
Il fornitore tecnico per questa stagione è Puma, mentre lo sponsor ufficiale è ACE Group.
| Casa |

## Rosa
| N. |                    | Ruolo | Calciatore          |
| -- | ------------------ | ----- | ------------------- |
| 1  | India (bandiera)   | P     | Subrata Pal         |
| 3  | India (bandiera)   | D     | Ashutosh Mehta      |
| 4  | India (bandiera)   | D     | Kingshuk Debnath    |
| 5  | India (bandiera)   | D     | Rowilson Rodrigues  |
| 6  | Haiti (bandiera)   | D     | Frantz Bertin       |
| 7  | Spagna (bandiera)  | C     | Cristian Bustos     |
| 9  | Francia (bandiera) | A     | Frédéric Piquionne  |
| 10 | Tunisia (bandiera) | C     | Selim Ben Achour    |
| 11 | India (bandiera)   | A     | Sunil Chhetri       |
| 12 | India (bandiera)   | A     | Subhash Singh       |
| 13 | India (bandiera)   | D     | Keegan Pereira      |
| 14 | Spagna (bandiera)  | C     | Juan Aguilera Núñez |
| 15 | India (bandiera)   | C     | Pratesh Shirodkar   |
| 16 | Haiti (bandiera)   | C     | Sony Nordé          |

| N. |                      | Ruolo | Calciatore            |
| -- | -------------------- | ----- | --------------------- |
| 17 | India (bandiera)     | C     | Brandon Fernandes     |
| 18 | Spagna (bandiera)    | D     | Aitor Fernández López |
| 19 | India (bandiera)     | C     | Gabriel Fernandes     |
| 21 | Brasile (bandiera)   | C     | André Moritz          |
| 22 | India (bandiera)     | C     | Thangjam Singh        |
| 23 | India (bandiera)     | C     | Lalchhuan Mawia       |
| 24 | India (bandiera)     | P     | Debjit Majumder       |
| 25 | India (bandiera)     | C     | Lalrindika Ralte      |
| 27 | Rep. Ceca (bandiera) | D     | Pavel Čmovš           |
| 28 | India (bandiera)     | C     | Sampath Kuttymani     |
| 32 | India (bandiera)     | P     | Albino Gomes          |
| 39 | Francia (bandiera)   | A     | Nicolas Anelka        |
| 48 | Irlanda (bandiera)   | D     | Darren O'Dea          |

## Calciomercato
| Acquisti | Acquisti              | Acquisti          | Acquisti   |
| R.       | Nome                  | da                | Modalità   |
| -------- | --------------------- | ----------------- | ---------- |
| P        | Subrata Pal           |                   |            |
| P        | Debjit Majumder       | Mohun Bagan       | prestito   |
| P        | Albino Gomes          | Salgaocar         | prestito   |
| D        | Ashutosh Mehta        | Mumbai            | definitivo |
| D        | Kingshuk Debnath      | Mohun Bagan       | prestito   |
| D        | Rowilson Rodrigues    | Dempo             | prestito   |
| D        | Frantz Bertin         | Aiginiakos        | svincolato |
| D        | Keegan Pereira        | Bengaluru         | definitivo |
| D        | Aitor Fernández López | Mirandés          | svincolato |
| D        | Pavel Čmovš           | Rapid Bucarest    | svincolato |
| D        | Darren O'Dea          | Blackpool         | svincolato |
| C        | Cristian Bustos       | Maiorca           | svincolato |
| C        | Selim Ben Achour      | APOEL             | svincolato |
| C        | Juan Aguilera Núñez   | Platanias         | svincolato |
| C        | Pratesh Shirodkar     | Goa               | prestito   |
| C        | Sony Nordé            | Mohun Bagan       | prestito   |
| C        | Brandon Fernandes     | Goa               | definitivo |
| C        | Gabriel Fernandes     | Dempo             | definitivo |
| C        | André Moritz          | Pohang Steelers   | prestito   |
| C        | Thangjam Singh        | Salgaocar         | prestito   |
| C        | Lalchhuan Mawia       | Bengaluru         | prestito   |
| C        | Lalrindika Ralte      | East Bengal       | prestito   |
| C        | Sampath Kuttymani     |                   |            |
| A        | Frédéric Piquionne    | Créteil-Lusitanos | svincolato |
| A        | Sunil Chhetri         | Bengaluru         | definitivo |
| A        | Subhash Singh         |                   |            |
| A        | Nicolas Anelka        |                   |            |

| Cessioni | Cessioni | Cessioni | Cessioni |
| R.       | Nome     | a        | Modalità |
| -------- | -------- | -------- | -------- |

### A stagione in corso
| Acquisti | Acquisti | Acquisti | Acquisti |
| R.       | Nome     | da       | Modalità |
| -------- | -------- | -------- | -------- |

| Cessioni | Cessioni     | Cessioni        | Cessioni      |
| R.       | Nome         | a               | Modalità      |
| -------- | ------------ | --------------- | ------------- |
| D        | André Moritz | Pohang Steelers | fine prestito |

## Risultati

### Indian Super League
| Pune 5 ottobre 2015, ore 19:00 UTC+5:30 1ª giornata                                              | Pune City | 3 – 1                  | Mumbai City | Balewadi Stadium |
| \| \| \| \| \| Tuncay Şanlı 12’, 56’ Israil Gurung 68’ \| Marcatori \| 34’ Frédéric Piquionne \| |           |                        |             |                  |
|                                                                                                  |           |                        |             |                  |
| Tuncay Şanlı 12’, 56’ Israil Gurung 68’                                                          | Marcatori | 34’ Frédéric Piquionne |             |                  |

| Kochi 10 ottobre 2015, ore 19:00 UTC+5:30 2ª giornata | Kerala Blasters | 0 – 0 | Mumbai City | Jawaharlal Nehru Stadium |

| Mumbai 16 ottobre 2015, ore 19:00 UTC+5:30 3ª giornata    | Mumbai City | 0 – 2 referto           | Chennaiyin | DY Patil Stadium (21 321 spett.) |
| \| \| \| \| \| \| Marcatori \| 60’, 66’ Stiven Mendoza \| |             |                         |            |                                  |
|                                                           |             |                         |            |                                  |
|                                                           | Marcatori   | 60’, 66’ Stiven Mendoza |            |                                  |

| Mumbai 21 ottobre 2015, ore 19:00 UTC+5:30 4ª giornata   | Mumbai City | 2 – 0 | Delhi Dynamos | DY Patil Stadium |
| \| \| \| \| \| Sunil Chhetri 13’, 74’ \| Marcatori \| \| |             |       |               |                  |
|                                                          |             |       |               |                  |
| Sunil Chhetri 13’, 74’                                   | Marcatori   |       |               |                  |

| Mumbai 25 ottobre 2015, ore 19:00 UTC+5:30 5ª giornata                            | Mumbai City | 2 – 0 referto | FC Goa | DY Patil Stadium (23 043 spett.) |
| \| \| \| \| \| Sunil Chhetri 33’ (Rig.) Frédéric Piquionne 48’ \| Marcatori \| \| |             |               |        |                                  |
|                                                                                   |             |               |        |                                  |
| Sunil Chhetri 33’ (Rig.) Frédéric Piquionne 48’                                   | Marcatori   |               |        |                                  |

| Mumbai 28 ottobre 2015, ore 19:00 UTC+5:30 6ª giornata                                                                                       | Mumbai City | 5 – 1               | NorthEast Utd | DY Patil Stadium |
| \| \| \| \| \| Sunil Chhetri 25’ (Rig.) Sunil Chhetri 40’, 48’ (Rig.) Sony Nordé 51’Frantz Bertin 86’ \| Marcatori \| 29’ Boithang Haokip \| |             |                     |               |                  |
| |             |                     |               |                  |
| Sunil Chhetri 25’ (Rig.) Sunil Chhetri 40’, 48’ (Rig.) Sony Nordé 51’Frantz Bertin 86’                                                       | Marcatori   | 29’ Boithang Haokip |               |                  |

| Arbitro: | Santosh Kumar |

|                |           |                                           |
| Ben Achour 71’ | Marcatori | 34’, 45+1’ (rig.), 81’ Hume 76’ Fernandes |

| Arbitro: | Nagvenkar T. |

|                   |           |                        |
| Robin Singh 90+5’ | Marcatori | 70’ Frédéric Piquionne |

| Mumbai 13 novembre 2015, ore 19:00 UTC+5:30 9ª giornata | Mumbai City | 0 – 0 | Pune City | DY Patil Stadium |

| Arbitro: | Tan Hai |

|                                                                                        |           |  |
| T. Haokip 34’, 52’ Dudu Omagbemi 42’, 64’ Dudu Omagbemi 67’ T. Haokip 79’ Reinaldo 90’ | Marcatori |  |

| Arbitro: | Tan Hai |

|                                        |           |  |
| Herrero 41’ (Rig.) Diomansy Kamara 85’ | Marcatori |  |

| Mumbai 26 novembre 2015, ore 19:00 UTC+5:30 12ª giornata           | Mumbai City | 1 – 1        | Kerala Blasters | DY Patil Stadium |
| \| \| \| \| \| Seityasen Singh 25’ \| Marcatori \| 89’ Aguilera \| |             |              |                 |                  |
|                                                                    |             |              |                 |                  |
| Seityasen Singh 25’                                                | Marcatori   | 89’ Aguilera |                 |                  |

| Arbitro: | Nagvenkar T. |

|                                                           |           |  |
| Stiven Mendoza 9’ Jeje Lalpekhlua 17’ Bernard Mendy 45+3’ | Marcatori |  |

| Arbitro: | Irmatov R. |

|                                        |           |                                                |
| Iain Hume 45+2’ (Rig.) Arata Izumi 90’ | Marcatori | 26’, 90+4’ Sony Nordé 81’ (Rig.) Sunil Chhetri |

### Andamento in campionato
| Giornata  | 1 | 2 | 3 | 4 | 5 | 6 | 7 | 8 | 9 | 10 | 11 | 12 | 13 | 14 |
| --------- | - | - | - | - | - | - | - | - | - | -- | -- | -- | -- | -- |
| Luogo     | T | T | C | C | C | C | C | T | C | T  | T  | C  | T  | T  |
| Risultato | P | N | P | V | V | V | P | N | N | P  | P  | N  | P  | V  |
| Posizione | 6 | 6 | 7 | 7 | 4 | 4 | 6 | 4 | 6 | 6  | 7  | 7  | 7  | 6  |

Legenda:

Luogo: C = Casa; T = Trasferta. Risultato: V = Vittoria; N = Pareggio; P = Sconfitta.